# SS Admiral Nakhimov
SS Admiral Nakhimov (Адмирал Нахимов), lançado em março de 1925 e originalmente denominado SS Berlin, foi um navio de passageiros da República de Weimar, posteriormente convertido em navio-hospital, então navio de passageiros soviético. Em 31 de agosto de 1986, o Admiral Nakhimov colidiu com o grande graneleiro Pyotr Vasev na baía de Tsemes, perto do porto de Novorossiysk, RSFS russa, e afundou rapidamente. No total, 423 das 1 234 pessoas a bordo morreram.

## Naufrágio
Em 31 de agosto de 1986, por volta das 22h, horário de Moscou, o Admiral Nakhimov deixou o porto de Novorossiysk com destino a Sochi. A bordo estavam 897 passageiros e 346 tripulantes. O capitão era Vadim Markov.
Pouco depois de deixar o porto, a tripulação da ponte notou que o graneleiro Pyotr Vasev, de 18 604 toneladas de arqueação bruta, comandado pelo capitão Viktor Tkachenko, estava em rota de colisão com o Admiral Nakhimov. O Pyotr Vasev foi avisado pelo rádio e depois anunciou uma mudança de rumo. No entanto, nenhuma manobra evasiva ocorreu. Enganosamente seguro, Markov deixou a ponte, deixando o comando para o segundo oficial Alexander Chudnovsky. Por volta das 23h, Chudnovsky pediu novamente ao Pyotr Vasev para mudar de rumo, o que novamente não aconteceu, e decidiu mudar de rumo em 10° para bombordo. Às 23h10 Chudnovsky chamou Pyotr Vasev recuar a toda velocidade imediatamente e ordenou ele mesmo uma mudança brusca de curso.
No entanto, essas medidas chegaram tarde demais, de modo que às 23h12 o Pyotr Vasev bateu no lado estibordo do Admiral Nakhimov a cerca de 5 nós (9 km/h), o que abriu um buraco de 84 m² na parede lateral entre a sala da caldeira e sala de máquinas. O Admiral Nakhimov tombou e afundou em apenas sete minutos, sem deixar tempo para lançar os botes salva-vidas. Além disso, muitos passageiros abaixo do convés ficaram desorientados devido a uma falha de energia como resultado da colisão.

Dez minutos após o naufrágio, os primeiros veículos de resgate chegaram ao local do acidente, ♁ 44° 35′ 59″ N, 37° 52′ 54″ E. A ajuda também foi fornecida pelo Pyotr Vasev, não muito danificado. Um total de 836 pessoas foram retiradas da água, mas algumas morreram posteriormente devido aos ferimentos. No total, 423 pessoas morreram no acidente, sendo 64 tripulantes e 359 passageiros.